# Lem Dobbs
Lem Dobbs (* 24. Dezember 1959 in Oxford, England als Lem Kitaj) ist ein britisch-amerikanischer Drehbuchautor. Er wurde bekannt durch den Film The Limey. Seinen selbstgewählten Nachnamen entlieh er einem Charakter, der in dem Film Der Schatz der Sierra Madre von Humphrey Bogart gespielt wird.

## Leben und Karriere
Er ist der Sohn des Malers R. B. Kitaj.
1979 schrieb Dobbs ein eigenes Drehbuch mit dem Titel Edward Ford, das zwar viel Lob bekam, jedoch bis heute nicht in einem Film verarbeitet wurde.
Ab den 1980ern wurden mehrere seiner Drehbücher verfilmt, u. a. Tödliches Versteck, Auf die harte Tour, Kafka und The Limey. Sein bekanntester Film ist Auf der Jagd nach dem grünen Diamanten mit Michael Douglas und Kathleen Turner. Er schrieb außerdem an den Drehbüchern für Dark City und The Score mit.
Dobbs hat mit seiner Frau Dana Kraft drei Söhne.

## Filmografie

### Als Drehbuchautor
- 1984: Auf der Jagd nach dem grünen Diamanten (Romancing the Stone)
- 1989: Tödliches Versteck (Hider in the House)
- 1991: Auf die harte Tour (The Hard Way)
- 1991: Kafka
- 1998: Dark City
- 1999: The Limey
- 2001: The Score
- 2012: Haywire
- 2012: The Company You Keep – Die Akte Grant (The Company You Keep)
- 2018: Gotti
- 2023: Die Fotografin (Lee)